# Ichneumon longicellus
Ichneumon longicellus là một loài tò vò trong họ Ichneumonidae.